# Črešnjice, Novo mesto
Črešnjice este o localitate din comuna Novo mesto, Slovenia, cu o populație de 94 de locuitori.